# La Gallarda
La Gallarda. Tragedia de vaqueros y toros bravos es una obra de teatro en tres actos, escrita en verso, de Rafael Alberti escrita en 1944-1945.

## Argumento
La Gallarda es una mujer de campo, vaquera, que se ha enamorado del toro Resplandores. La bestia es viril y celosa y acaba con la vida del marido de la Gallarda. Ésta maldice a su esposo por haber osado desafiar al toro.

## Estreno
La obra se estrenó 45 años después de haber sido escrita, en el Teatro Central del recinto de La Cartuja con motivo de la inauguración de la Exposición Universal de Sevilla, el 20 de abril de 1992. 
Fue dirigida por Miguel Narros, interpretada por Ana Belén, José Sacristán y Helio Pedregal, acompañamiento de voz de Montserrat Caballé, música de Manolo Sanlúcar y danza de Manuela Vargas, Antonio Canales y Diego Llori, coreografiados por José Antonio.